# 2xFE
2xFE（トゥーエフイー）は、日本の5人組男性歌手グループ。ファンネームは2xME（トゥー・ミー）。

## 概要
2xFEとは「-Future From East End-（フューチャーフロムイーストエンド）」の略称であり、東の彼方の国・日本から世界への音楽発信を目指すという意味が込められている。
2023年8月31日、東京・CHIC HALL SHIBUYAで自主企画ライブPENTATONIC PARTYを開催し、グループの活動開始を発表。
同年12月29日にデビューショーケースが決定するも、メンバーの3人（Ayumu、Rio、Rui）がインフルエンザに罹患。2024年3月25日に延期された。
2024年9月21日、都内某所でワンマイライブ開催。
グループ名の2xFEの「x」は×（かける）ではなくx（エックス）での表記が多いが、Apple Musicなどの音楽配信サービスでのは2×FEと表記されている。Twitterなどでもどちらの表記も記載されているので明確には決まっていない。

## メンバー
| 名前                  | 生年月日               | 出身地   | 身長   | 血液型 | 出身番組                                  | 備考             |
| --------------------- | ---------------------- | -------- | ------ | ------ | ----------------------------------------- | ---------------- |
| Hikari （稲吉ひかり） | 2000年7月27日（24歳）  | 神奈川県 | 183 cm | A      | PRODUCE 101 JAPAN（最終順位74位）         | 母は俳優の渡辺梓 |
| Rio （大島莉旺）      | 1999年6月28日（25歳）  | 東京都   | 175 cm | A      | YOSHIKI SUPERSTAR PROJECT X               |                  |
| SYOGO （向山翔悟）    | 2002年3月15日（23歳）  | 東京都   | 175 cm | A      | PRODUCE 101 JAPAN SEASON2（最終順位82位） |                  |
| Ayumu （大和田歩夢）  | 2000年7月13日（24歳）  | 千葉県   | 177 cm | AB     | PRODUCE 101 JAPAN SEASON2（最終順位36位） |                  |
| Rui （飯吉流生）      | 1998年10月25日（26歳） | 新潟県   | 180 cm | B      | PRODUCE 101 JAPAN SEASON2（最終順位37位） |                  |

## 楽曲とリリース
| タイトル                       | 発売日         | 備考                                                                 |
| ------------------------------ | -------------- | -------------------------------------------------------------------- |
| Pentatonic Vibe                | 2023年10月27日 | デジタルリリース TBS/MBS系全国ネット「プレバト!!」エンディングテーマ |
| Don't let me down              | 2024年02月28日 | デジタルリリース                                                     |
| Pentatonic Vibe (English Ver.) | 2024年02月28日 | デジタルリリース。Pentatonic Vibeの英語版                            |
| Timeline                       | 2024年06月19日 | デジタルリリース                                                     |
| Puzzle                         | 2024年07月24日 | デジタルリリース                                                     |
| My Love                        | 2024年08月28日 | EP/CDアルバムに収録                                                  |
| Alternative                    | 2024年08月28日 | EP/CDアルバムに収録                                                  |

| タイトル             | 発売日        | 発売元      | Billboard(JPN)最高位     | オリコン最高位(アルバム)  |
| -------------------- | ------------- | ----------- | ------------------------ | ------------------------- |
| Future From East End | 2024年8月28日 | PONY CANYON | 41位(Top albums Saleses) | 43位(3週連続チャートイン) |

## ブリとカワウソパクリ騒動
2024年3月27日に2xFE公式TikTok、YouTube、インスタグラムにてRui、Hikariが大乱闘スマッシュブラザーズをプレイする動画を投稿。この動画がTikToker兼YouTuberのブリとカワウソの動画に酷似していることから波紋を呼んだ。しかし、4月1日にブリとカワウソのYouTubeにブリとカワウソのパクリが出たので凸ってボコボコにしました前編、後編という動画が投稿され、前者動画を含めたコラボ企画であることが判明した。

## HIKARIの海外オーディションチャレンジ
2025年1月、中国テンセントビデオが企画し、60名の候補生が勝ち残っていく様子を配信する大型オーディション番組 Chuang Asia: Season 2 に、HIKARIが候補生のひとりとして出場。自身のSNSでは、多国籍な他の候補者などといっしょに、2xFEの楽曲を使用したダンスを披露するなどした。